# 3648 Raffinetti
3648 Raffinetti eller 1957 HK är en asteroid i huvudbältet som upptäcktes den 24 april 1957 av La Plata-observatoriet. Den är uppkallad efter den argentinske astronomen Virgilio Raffinetti.
Asteroiden har en diameter på ungefär 5 kilometer.